# تيم كرولي
تيم كرولي (بالإنجليزية: Tim Crowley)‏ هو لاعب قذف أيرلندي، ولد في 14 مايو 1952 في Newcestown ‏ في جمهورية أيرلندا.